# Trance Atlantic Air Waves
Trance Atlantic Air Waves (cunoscut de asemenea și ca TAAW) este un proiect alternativ al liderului proiectului muzical Enigma, Michael Cretu. Crețu a mai colaborat anterior cu Jens Gad la release-ul proiectului Enigma din 1996, Le Roi Est Mort, Vive Le Roi!, făcând încă o dată echipă pentru acest proiect lateral. Au lansat un singur album, The Energy of Sound la casa de discuri Virgin Records. Majoritatea pieselor au fost versiuni cover, dar există, de asemenea, trei melodii originale.

## Discografie

### Albume
- 1998 — The Energy of Sound

### Single-uri
- 1997 — "Magic Fly"
- 1998 — "Chase"
- 1998 — "Crockett's Theme"